# Strip-tease mortel
Strip-tease mortel (Somebody's Daughter) est un téléfilm américain réalisé par Joseph Sargent, écrit par Lauren Currier et diffusé en 1992.

## Synopsis
Sara (Nicollette Sheridan) une jeune stripteaseuse se retrouve à plusieurs reprises en danger après avoir été témoin d'un meurtre…

## Fiche technique
- Titre : Strip-Tease Mortel
- Titre original : Somebody's Daughters
- Réalisateur : Lauren Currier
- Scénario : Joseph Sargent
- Durée : 96 min
- Pays : États-Unis

## Distribution
- Nicollette Sheridan : Sara
- Nick Mancuso
- Boyd Kestner
- Michael Cavanaugh
- Max Gail
- Richard Lineback